# William Gilmore Simms
Pour les articles homonymes, voir Simms.
William Gilmore Simms (17 avril 1806 - 11 juin 1870) était un écrivain et homme politique américain originaire du sud des États-Unis. 
Les critiques littéraires le considèrent comme un représentant majeur de la littérature du Sud d'avant la guerre civile. En 1845, Edgar Allan Poe déclara que c'était le meilleur romancier que l'Amérique ait jamais produit. Il publia également des poèmes et des ouvrages de fiction, ainsi que plusieurs revues. Simms a fortement soutenu l'esclavage. En réponse à la case de l'oncle Tom, il produisit à la fois des critiques négatives et un roman en faveur de l'esclavage : The Sword and the Distaff.  
Il a également siégé à la Chambre des représentants de Caroline du Sud de 1844 à 1846.